# Неклюдов, Валентин Леонидович
Валентин Леонидович Неклю́дов (02.07.1910 г. Омск —21.05.1979, г. Кишинёв) — деятель советских спецслужб, во время Великой Отечественной войны командир партизанского отряда «Боевой», действовавшего во вражеском тылу на территории Белорусской ССР и Литовской ССР; Герой Советского Союза.

## Биография
Родился 2 июля 1910 года в Омске в семье служащих. Воспитывался в детском доме. В 1931 году окончил Новосибирский коммунистический университет. В 1931—1933 годах служил в Красной армии.
С 1933 года на службе в органах безопасности. Член ВКП(б)/КПСС с 1940 года.
В июне 1941 года зачислен в Отдельную мотострелковую бригаду особого назначения НКВД (ОМСБОН), в которую вошли кадровые чекисты, пограничники и спортсмены. Основной задачей бригады стала подготовка отрядов для действий в тылу противника. С октября 1941 года участвовал в боевых действиях.
 В феврале 1942 года в составе партизанского отряда «Боевой» в должности комиссара отряда перешёл линию фронта для ведения диверсионной, разведывательной и специальной деятельности в тылу врага. С августа 1942 года — командир партизанского отряда «Боевой» 20 июля 1944 года отряд соединился с частями Красной Армии.
С конца войны руководил чекистской школой в Белоруссии. С августа 1945 — начальник Могилёвской межкраевой школы НКГБ СССР. После войны до 1951 года служил в МГБ Молдавской ССР, откуда перешёл на работу в МВД на должность начальника Кишинёвского городского отдела милиции. С 1958 года в запасе. Скончался 21 мая 1979 года. Похоронен в Кишинёве.

## Награды
- Указом Президиума Верховного Совета СССР от 5 ноября 1944 года за образцовое выполнение заданий командования в борьбе против немецко-фашистских захватчиков в тылу противника и проявленные при этом отвагу и геройство было присвоено звание Герой Советского Союза (медаль «Золотая Звезда» № 5102).
- Награждён орденами Ленина, Красного Знамени, Отечественной войны 2 степени, Красной звезды, медалями, знаком Почётный сотрудник госбезопасности[3].

## О деятельности партизанского отряда «Боевой»
«Партизаны отряда «Боевой» пустили под откос 128 вражеских эшелонов, в т.ч. 3 бронепоезда, 1058 вагонов и платформ, 113 автомашин и мотоциклов, 8 танков, 4 бронемашины, 1 самолёт, взорвали и сожгли 78 мостов, 16 складов с боеприпасами и продуктами, разрушили 9,5 км железнодорожного полотна, более 6 км телефонной связи. 
20 июля 1944 года отряд (674 чел.) соединился с частями Советской Армии.
И.С. Борисов, П.И. Емельянов.
Белорусская советская энциклопедия, 
том II, стр. 195, изд. г. Минск, 1972 г.
Разведка — это особая деятельность «Боевого» и наиболее яркая страница… 

…она велась главным образом в направлении насаждения резидентур в новых районах. За это время насаждена сеть во всех гарнизонах, прилегающих к городам Молодечно, Вилейка, Лепель. Кроме того, связные спецгруппы в этот период находились в таких пунктах противника, как Двинск, Псков, Минск, Полоцк. Добыты сведения о численности гарнизонов, политорганизаций этих пунктов — их руководстве, составе полиции и других антисоветских формированиях.

Особое внимание уделялось агентурно-оперативной работе. Она велась в сложный период, когда гитлеровцы развернули бешеную агитацию за «новый порядок» в Европе. Действуя на территории Белоруссии, руководство «Боевого» засылало в разведорганы противника своих агентов.
Михаил Шиманский, «Боевой»: хранить вечно!» Часть 2.
Какие задачи ставились группе?… Внедрить агентуру в административные органы, отделения гестапо, полиции, националистические организации, корпус самообороны, находящиеся в городах Витебске, Полоцке, Невеле, Дриссе, Себеже и др. Далее — собирать сведения о руководящем составе вышеназванных структур. Агентурно подготовить и секретно снять руководящего офицера отделения гестапо в г. Полоцке и доставить его в Москву. Агентурным путём выкрасть розыскной список гестапо № 3 и вновь изданный немцами учебник по разведке, называющийся «Разведывательная служба противника на Северном фронте», а также другие документы, представляющие оперативную ценность. Способ переброски — переход через линию фронта.
Михаил Шиманский, 
«Боевой»: хранить вечно!» Часть 1.

Одной из задач ставилось создание в районе деятельности отряда «Боевой» базы для приёма из центра бойцов и дальнейшей переброски её в глубокий тыл противника (в направлении Латвии и Западной Белоруссии).